# Herodes Ático

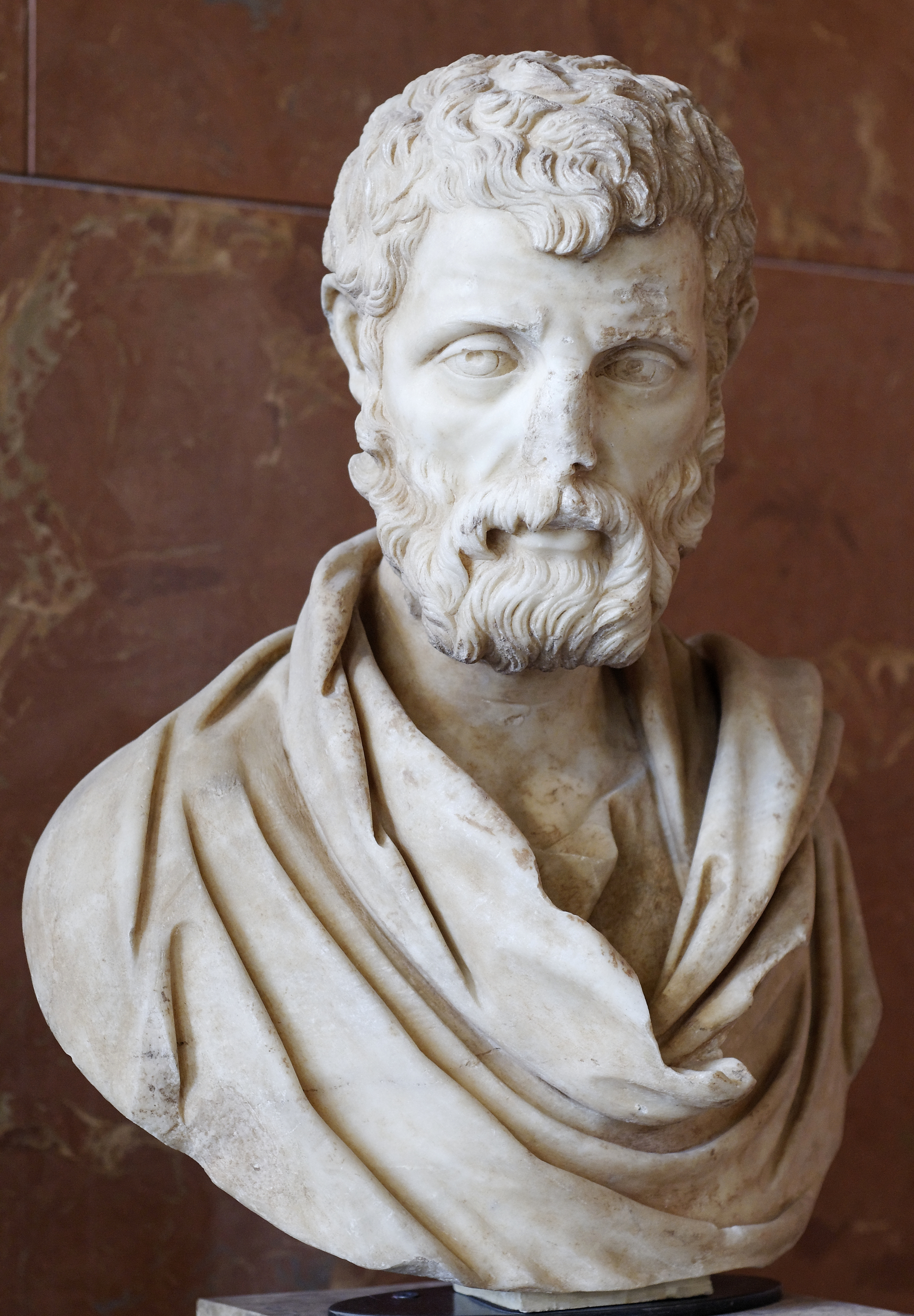
Busto de Herodes Ático, Museo del Louvre (c. de 161).

Herodes Ático, en griego Ἡρώδης ὁ Ἀττικός, también conocido por su nombre romano Lucio Vibulio Hiparco Tiberio Claudio  Ático Herodes (Maratón, 101 – Roma, 177), fue un retórico griego y político al servicio del Imperio romano, famoso por su fortuna y por su mecenazgo público.
Su vida es descrita en las obras de Filóstrato, Vidas de los sofistas, y de Aulo Gelio, Noches Áticas, así como en la correspondencia de Marco Cornelio Frontón.

## Biografía

### Orígenes
Hérodes Ático nació en 101, durante el reinado del emperador Trajano. Su familia, de origen ateniense, era inmensamente rica y alegaba descender de Milcíades y Cimón, así como del héroe Éaco. Poseían la ciudadanía romana desde la época de la Dinastía Julio-Claudia.
Su abuelo, Tiberio Claudio Hiparco, era un banquero famoso por su enorme riqueza, que se estima en cien millones de sestercios. Hiparco fue condenado a suicidarse durante el reinado del emperador Vespasiano, quien ordenó la confiscación de toda su fortuna. No obstante, antes de morir, Hiparco logró esconder la mayor parte de su patrimonio. Tras el ascenso al trono de Nerva, Tiberio Claudio Ático Herodes, el padre de Herodes Ático, «encontró» el dinero perdido de su padre; el cual el emperador le permitió conservar  y aumentó la fortuna de la familia al casarse con la rica Vibulia Alcia Agripina. Herodes Ático estuvo casado con Regila.

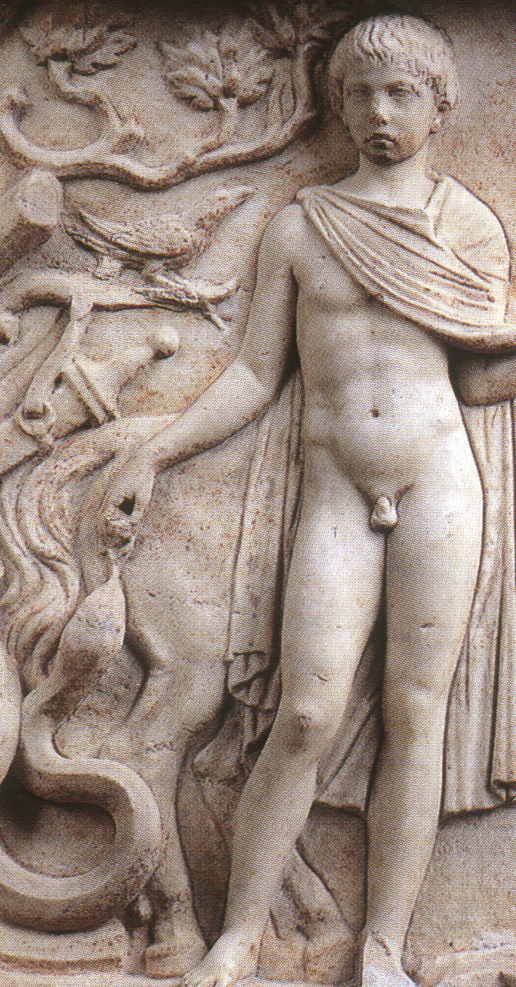
Apoteosis de Polideuquión.

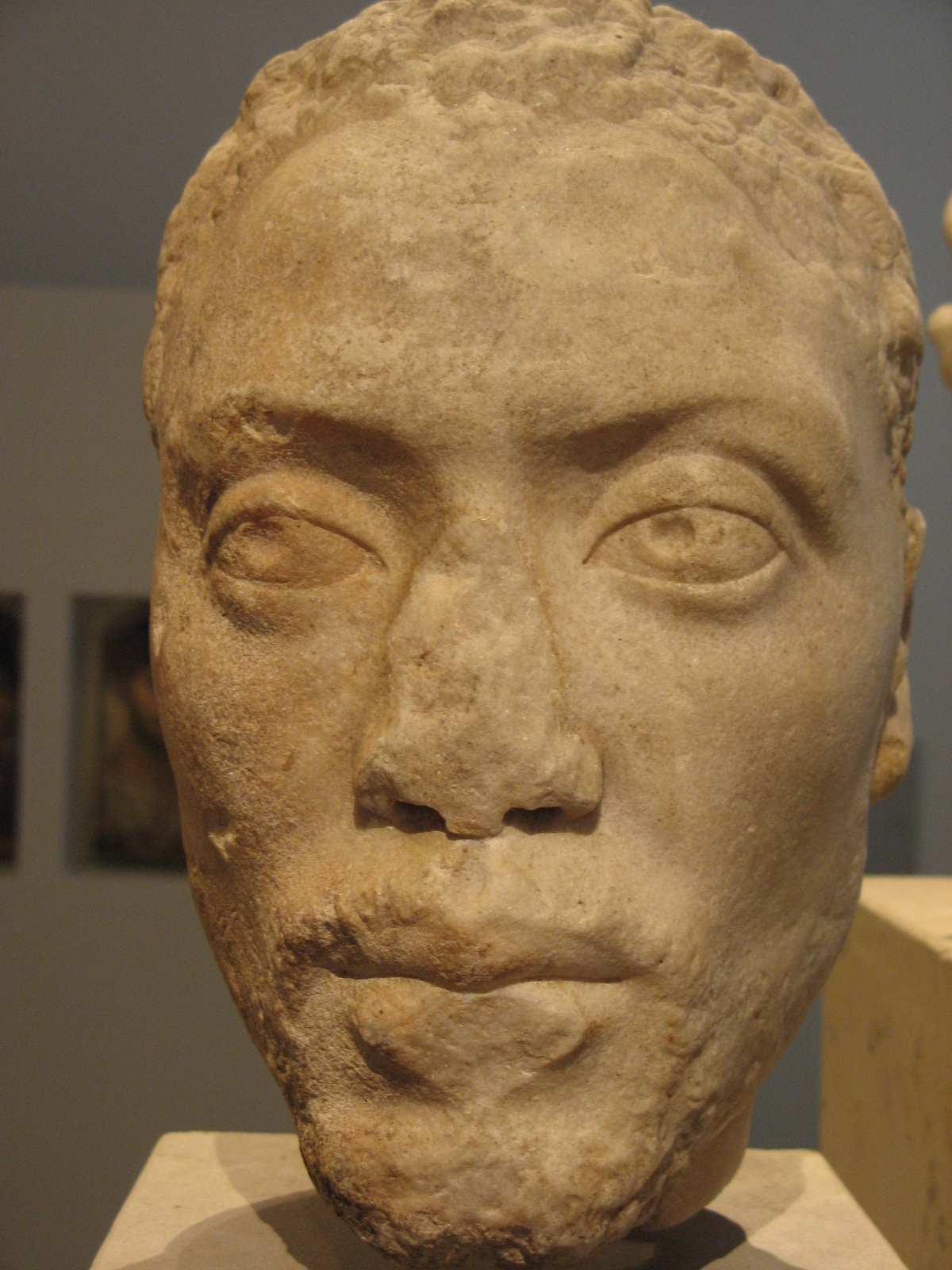
Su hijo adoptivo Memnón, antiguo esclavo de origen africano.

Trajano le admitió en el Senado con el rango de pretorio  y le nombró archiereus, es decir, sumo sacerdote del culto imperial.

### Juventud
Poco se conoce acerca de su juventud. Aunque se desconoce el año, se sabe que acompañó a Roma a su padre cuando éste fue nombrado consul suffectus. Su estancia en la capital imperial le permitió aprender latín. A su regreso a Atenas, aprendió filosofía a través de un platonista, Tauro de Tiro. Aulo Gelio, contemporáneo de Herodes, escribe que Tauro se quejaba constantemente de que sus alumnos no leían a Platón, y que al dedicarse a acrecentar su elocuencia dejaban a un lado la sabiduría. Se ganó la vida como retórico desde muy joven, en una época en que la Segunda Sofística se encontraba en su apogeo. Herodes hizo llamar a Secundo de Atenas a fin de que enseñara a sus hijos el arte de la oratoria. Invitó al célebre sofista Escopeliano a que demostrara su talento en su residencia del campo; tras la exposición de Escopeliano, el joven Ático logró imitar tan bien a su invitado que su padre le ofreció la considerable suma de cincuenta talentos, por los quince que ofreció al orador. Estudió con Favorino de Arlés y con el crítico Munacio de Tralles, quienes se convirtieron en dos de sus mejores amigos.
A la muerte de Trajano en 117, Adriano, conocido filohelenista, ascendió al trono imperial; y Ático, con sólo 17 años, formó parte de una delegación enviada al nuevo emperador, quien invernaba con sus tropas en Panonia. Intimidado, el joven no fue capaz de terminar su discurso y, rojo de vergüenza, amenazó con tirarse al Danubio. Continuará con sus estudios hasta alcanzar la treintena.

### Carrera pública
En el año 122 obtuvo su primer cargo público: era el encargado de supervisar los precios de los productos agrícolas básicos. En 126/7 fue elegido arconte epónimo; los efebos de los gimnasios de la ciudad le dedicaron una estatua en agradecimiento a su mecenazgo. Al año siguiente el emperador Adriano efectuó una segunda visita a Atenas, donde al parecer se hospedó en casa de la familia de Ático. Fue por esa época cuando fue admitido en el Senado y entró a formar parte de manera oficial en el grupo de amigos del emperador (inter amicos).
Hacia 131, inició su camino a través del cursus honorum, mediante su nombramiento como cuestor del emperador. Tres años más tarde accedió a la pretura. Paralelamente, comenzó a hacerse conocido como orador y como profesor de retórica. Entre sus alumnos destacaba el joven heredero Marco Aurelio. En 135 fue nombrado corrector de las ciudades libres de Asia Menor. Aprovechó su nombramiento para ir a visitar a Esmirna a Polemón de Laodicea, quien realizó una preciosa declamación ante su amigo recibiendo por ello una recompensa de 250.000 dracmas. Dedicó especial atención a la ciudad de Alejandría de Tróade, donde gastó más del doble del presupuesto aprobado por Adriano a fin de construir un acueducto. Cuando el emperador se quejó de los excesivos gastos realizados por su administración, le respondió que todo lo que había hecho era necesario. Tras expirar su tiempo en el cargo se consagró de nuevo a la retórica.
En 137/8 falleció su padre. Antes de morir estipuló en su testamento que cada ciudadano ateniense recibiría de su fortuna una renta anual de una mina; lo que suponía, para 12 000 beneficiarios, un capital de 24 millones de dracmas invertidos al 5 %. Ático anuló de manera inmediata la decisión de su padre basándose en el hecho de que una donación realizada por un ciudadano romano a un ciudadano no romano debía adoptar la forma de un fideicommis, que el ejecutor testamentario tenía el derecho de ignorar. Partiendo de esta ventajosa posición, propuso una solución: los ciudadanos atenienses recibirían un único pago de cinco minas en lugar de la prometida renta anual. Los atenienses aceptaron, pero dado que la mayoría de ellos debían una considerable suma al banco de la familia de Ático, finalmente muy pocos se beneficiaron del testamento del fallecido Herodes. Parece ser que en años posteriores anuló determinados legados realizados por su padre mediante el cumplimiento de una serie de liturgias. Filóstrato señala que los atenienses «tuvieron la sensación de haber sido despojados de su herencia y jamás cesaron de odiarle». Incluso llegaron a instruir un proceso contra él, pero fue absuelto por los vínculos que mantenía con Marco Aurelio, hijo adoptivo del emperador Antonino Pío.
Sin embargo, en 139 fue elegido para presidir la Comisión de las Grandes Panateneas. Es probable que el retórico debiera su nombramiento a que los atenienses no podían permitirse prescindir de un hombre que destinaba tanto dinero al cumplimiento de las liturgias. En esta ocasión reformó el estadio panhelénico, al que decoró con mármol blanco; no obstante, suscitó el odio entre la población ateniense porque financió el proyecto con el dinero de los ciudadanos. Por esa época contrajo matrimonio con Apia Ania Regila, posiblemente emparentada con la Dinastía Antonina. Con Regila tuvo cinco hijos, dos de los cuales eran varones, Bradua y Regilo, nacido con el nombre de Tiberio Claudio Herodes Lucio Vibulio Regilo (150-155). 
En 143 fue nombrado cónsul ordinario, tal vez en agradecimiento a la educación que brindó a Marco Aurelio. A su salida del cargo asistió a las Grandes Panateneas, que se celebraron en el reformado nuevo estadio panhelénico. En 147 reconstruyó ese mismo estadio con motivo de los Juegos Píticos de ese año. En agradecimiento, la ciudad de Delfos consagró unas estatuas a toda su familia a excepción de Bradua, poco dotado para las letras y por el que la ciudad sentía poca simpatía. Quizá fuera la decepción que generó en el retórico la ineptitud de su hijo la que motivase la adopción de tres jóvenes, Aquiles, Memnón y Polideuco, todos fallecidos antes de 150 en circunstancias que se desconocen. La muerte de sus tres hijos adoptivos afligió sobremanera al retórico; sobre todo la de su preferido, Polideuquión, fallecido en 147/8.

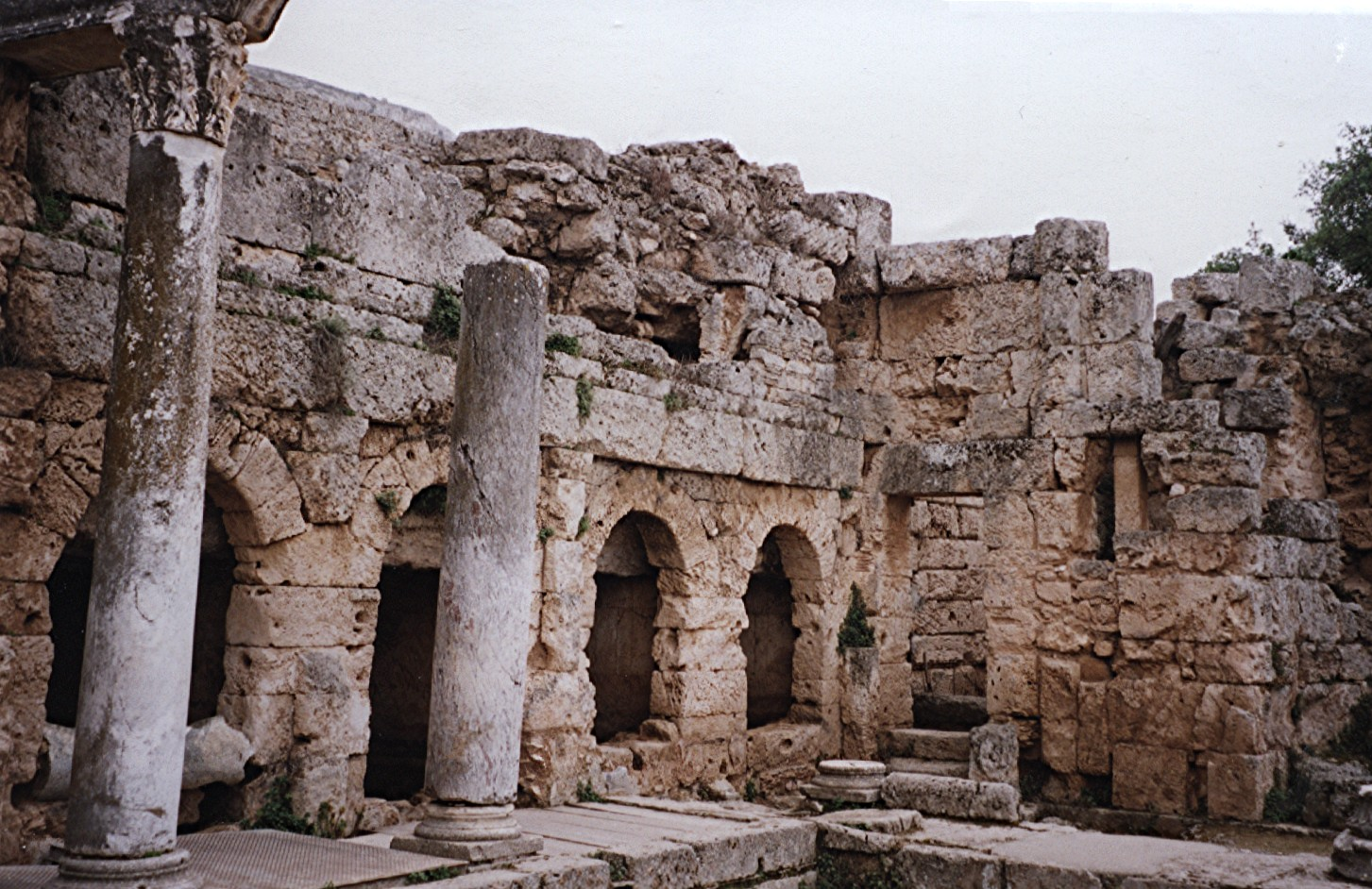
La Fuente Pirene, erigida por Herodes en honor a su mujer.

Sus discursos recibieron una entusiasta acogida durante los Juegos Olímpicos de 153; la plebe le aclamó como si se tratase de un nuevo Demóstenes. Su esposa fue nombrada sacerdotisa de Deméter Khamine, lo que le permitió convertirse en la única mujer casada a la que se permitió presenciar los Juegos. Satisfecho, financió la construcción de un acueducto que unió el Río Alfeo con Olimpia, además de la de un ninfeo. A pesar de su gloriosa intervención en los juegos, esa década fue especialmente triste para el retórico, pues murieron su hijo Regilo, su hija Atenes (Athenais) y su esposa Regila, asesinada por uno de sus libertos. En honor a esta última financió la construcción de un Odeón en Atenas, que hoy porta su nombre, del Triopion de la Vía Apia, ubicado en las inmediaciones de la tumba de Cecilia Metela, y de la Fuente Pirene, en Corinto.
A pesar de todo, rumores que le acusaban de haber asesinado a su esposa comenzaron a circular entre los ciudadanos atenienses. Bradua, hermano de Regila, le denunció ante las autoridades, pero Ático fue absuelto. Su última hija, Elpinice, murió en 161.
Herodes murió de tuberculosis a finales de 177. Él mismo redactó su epitafio:

Aquí yace Herodes de Maratón, hijo de Ático. Su cuerpo reposa en esta tumba, su fama circula por el mundo.

Uno de sus discípulos, Adriano de Tiro, fue el encargado de pronunciar la oración fúnebre.

### Mecenazgo público
Además de ser el autor de numerosas obras literarias, Herodes financió numerosos proyectos públicos. En Atenas subvencionó la construcción de un estadio y de un odeón; en Corinto de un teatro; en Delfos de un estadio; en las Termópilas de unas termas; en Canusium (Italia) de un acueducto; en Olimpia de una exedra/ninfeo. Asimismo concedió importantes ayudas económicas a los habitantes de Tesalia, Epiro, Eubea, Beocia y Peloponeso.

### Relación con Polideuquión
Herodes era conocido por las numerosas relaciones pederastas que mantuvo. Su afecto por su hijo adoptivo Polideuquión creó un escándalo, no por el sexo o la edad del joven, sino por la intensidad de la misma, considerada inmoderada e indecorosa. Cuando el joven murió prematuramente, Herodes, al igual que el emperador Adriano había hecho con Antínoo, ordenó construir una serie de estatuas y monumentos en su honor. El filósofo cínico Demónax acusó a Luciano de Samósata de poseer una carta del fallecido Polideuquión. Cuando Herodes solicitó que le comunicara lo que decía el escrito, Demónax le contó que el muchacho estaba triste porque su amado no había ido a buscarle.